# Безрук Павло Федорович
Павло́ Фе́дорович Бе́зрук (нар. 5 січня 1925, тепер Харківська область — ?) — український радянський компартійний діяч, депутат Верховної Ради УРСР 7—8-го скликання. Депутат Верховної Ради СРСР 9-го скликання. Член ЦК КПУ в 1976—1981 р.

## Біографія
Трудову діяльність розпочав у 1945 році. У 1945—1950 роках — дільничний агроном, старший агроном машинно-тракторної станції (МТС) Харківської області.
Член ВКП(б) з 1949 року.
З 1950 року — директор Чернелицької машинно-тракторної станції (МТС) Станіславської області.
Закінчив Мелітопольський інститут механізації сільського господарства Запорізької області.
Після закінчення інституту до 1958 року працював директором Снятинської машинно-тракторної станції (МТС) Снятинського району Станіславської області.
У 1958—1962 роках — 1-й секретар Галицького районного комітету КПУ Станіславської області. У 1962 — серпні 1963 року — начальник Галицького виробничого колгоспно-радгоспного управління Івано-Франківської області.
3 серпня 1963 — 29 листопада 1973 року — 2-й секретар Івано-Франківського обласного комітету КПУ.
29 листопада 1973 — 4 жовтня 1978 року — 1-й секретар Івано-Франківського обласного комітету КПУ.

## Нагороди
- чотири ордени Трудового Червоного Прапора (26.02.1958)
- медаль «За доблесну працю. В ознаменування 100-річчя з дня народження Володимира Ілліча Леніна»
- медалі
- Почесна грамота Президії Верховної Ради Української РСР (14.01.1975)